# Тиреотропний гормон
Тиреотропний гормон, або ТТГ, тиреотропін — гормон передньої долі гіпофіза, що стимулює синтез в щитоподібній залозі гормонів тироксину та трийодтироніну. За хімічною будовою ТТГ є глікопротеїдним гормоном. ТТГ складається з двох субодиниць (α і β). Рецептори до ТТГ розташовані на поверхні епітеліальних клітин щитоподібної залози.

## Регуляція виділення ТТГ
Виділення ТТГ регулюється системою негативного зворотного зв'язку, а також релізинг-факторами, що виділяються нейросекреторними клітинами гіпоталамуса.

## Фізіологічна роль
ТТГ, впливаючи на специфічні рецептори щитоподібної залози, стимулює вироблення і активацію тироксину. Він активує аденілатциклазу і збільшує споживання йоду клітинами залози. Подальше збільшення рівня сАМР обумовлює дію ТТГ на біосинтез трийодтироніну (Т3) і тироксину (Т4) (синтез триває близько хвилини), які є найважливішими гормонами росту. Крім того, ТТГ викликає деякі тривалі ефекти, що проявляються за кілька днів. Це, наприклад, збільшення синтезу білків, нуклеїнових кислот, фосфоліпідів, збільшення кількості та розмірів тиреоїдних клітин. Між концентраціями вільного Т4 і ТТГ в крові існує зворотня залежність. ТТГ, впливаючи на периферійні рецептори до ТТГ, також підвищує активність селен-залежної монодейодинази периферійних тканин і чутливість тиреоїдних рецепторів тканин до тиреоїдних гормонів, таким чином, «готуючи» тканини до сприйняття тиреоїдних гормонів.

## Особливості ТТГ
Для ТТГ характерні добові коливання секреції. Найбільша концентрація ТТГ в крові спостерігається о 2-4 години ночі, дещо знижується до 6-8 годин ранку, найменша кількість ТТГ припадає на 17-19 годин. Концентрація ТТГ знижується під час вагітності.

## Норма ТТГ
Лабораторне визначення ТТГ широко використовується в медицині для діагностики цілої низки ендокринологічних захворювань (гіпотиреоз, тиреотоксикоз та інші).
Нормальним рівнем ТТГ є в діапазоні 0.27 — 4,20 мкОд/мл.